# Carbonitruración

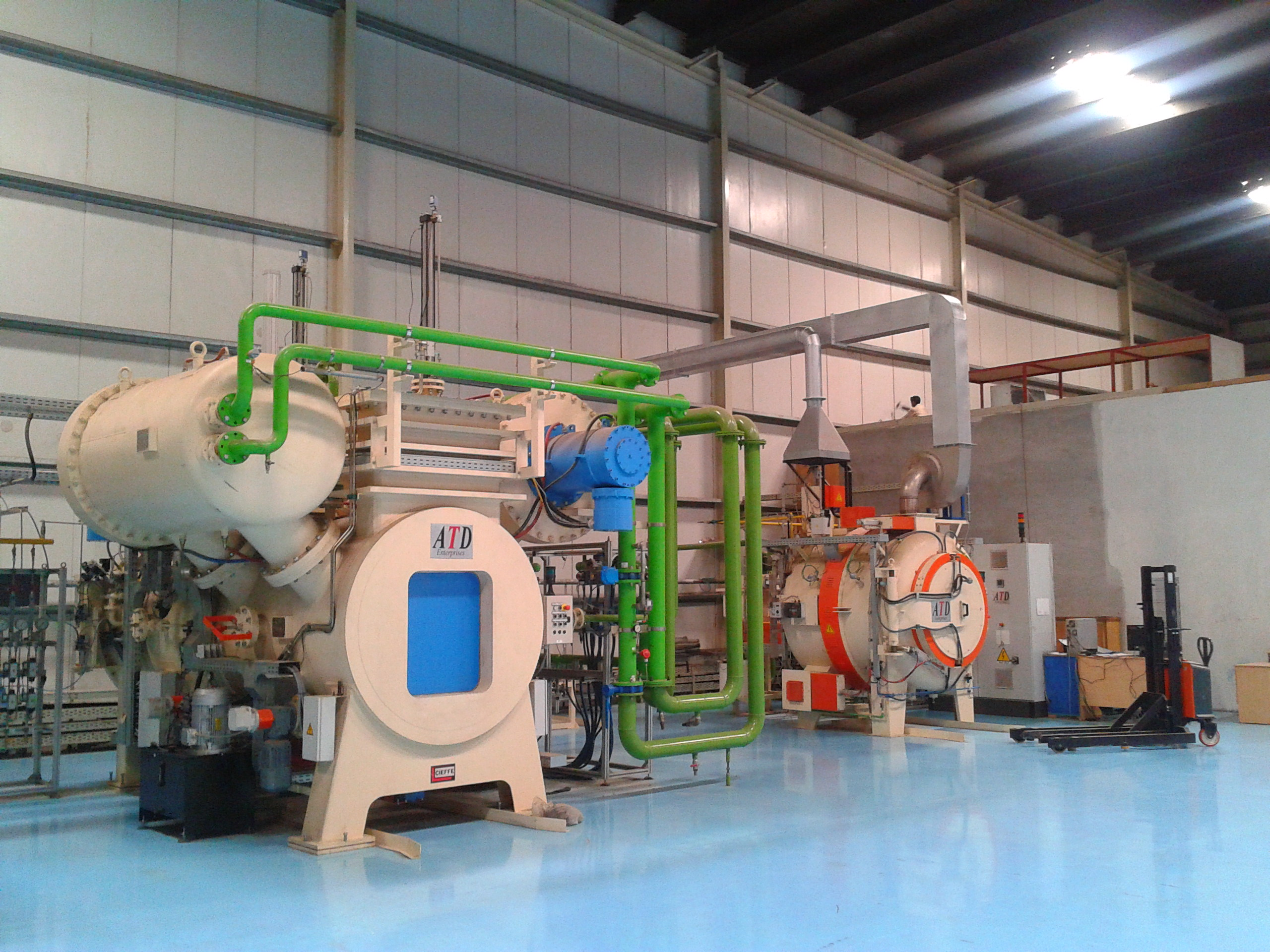
Un horno controlado por ordenador para la carbonitruración del acero

La carbonitruración es un tipo de tratamiento termo-químico superficial del acero, englobado dentro de los procesos de cementación gaseosa, en el que se suministra carbono y nitrógeno a la superficie de una pieza de acero para proporcionarle las características de dureza deseada. Concretamente es un tratamiento termoquímico, a medio camino entre la cementación o carburación (adición de carbono) y la nitruración (adición de nitrógeno).

## Objetivo principal
La carbonitruración busca un endurecimiento superficial del acero mediante el enriquecimiento simultáneo con nitrógeno y carbono. Se realiza con aceros de bajo contenido al carbono (tenaces y resistentes a la fatiga) obteniendo así piezas con superficies de una elevada dureza y resistencia al desgaste, pero que a su vez conservan un núcleo tenaz.

## Características del proceso
En los procesos de cementación gaseosa se busca elevar el contenido de carbono mediante difusión, introduciendo la pieza a tratar en un ambiente gaseoso rico en carbono. En el caso concreto de la carbonitruración, el endurecimiento se consigue con la adición de amoniaco a la atmósfera gaseosa para que aporte el nitrógeno deseado. En cuanto al agente carburante encargado de aportar carbono, lo más habitual es que se trate de hidrocarburos gaseosos (propano o gas natural) o hidrocarburos líquidos evaporados (terpenos, benceno, alcoholes, glicoles o cetonas).
El proceso de carbonitruración, al igual que el de cementación, va seguido de un temple (y un posterior revenido). Éste proporciona una elevada dureza en la superficie, al ser una zona con un elevado contenido en carbono (el contenido óptimo es de 0,8 % C), mientras que conserva la tenacidad del núcleo, que sigue siendo bajo en carbono (entre 0,1 y 0,2 % C) y que por tanto no se ve tan afectado por el proceso de temple. Se consiguen así las dos zonas de diferentes características que se deseaban, ya que gracias al proceso previo de carbonitruración se combinan las ventajas del temple, que proporciona dureza pero a la vez fragilidad, con las ventajas de conservar un núcleo dúctil y tenaz.
Las temperaturas a las que se somete el proceso son inferiores a las de la cementación. Se sitúan entre los 750 y los 850 °C, dependiendo de la composición del acero y de las propiedades de fatiga deseadas. En cuanto a los periodos de tiempo del proceso, estos son más cortos que en el caso de la cementación, ya que se buscan capas más delgadas: entre 0,1 y 0,6 mm de espesor, frente a las capas habituales en la cementación que suelen superar el mm. Aun así sigue siendo un proceso largo, en torno a las horas, ya que la velocidad de penetración por difusión esta alrededor de 0,1-0,2 mm/hora.

## Espesor de la capa tratada
La distribución de carbono absorbido por la pieza depende de cuatro factores: el porcentaje de carbono del acero que se va a tratar, el potencial de carbono del medio gaseoso, la temperatura y el tiempo. Aun así, se puede conseguir una buena estimación el espesor de la capa utilizando la fórmula de Harris, que fue desarrollada sobre la base de las leyes de la difusión es estado sólido y adaptada para modelizar los fenómenos de cementación gaseosa en función de la temperatura y del tiempo del proceso: 

{\displaystyle X=660\cdot e^{\frac {-8287}{T}}\cdot {\sqrt {t}}}

donde:

X: espesor de la capa expresada en mm

T: temperatura del tratamiento en Kelvin

t: tiempo del tratamiento en horas

## Ventajas e inconvenientes frente a la cementación
Las principales ventajas aportadas por el nitrógeno son:
- Un aumento de la dureza sin la necesidad de realizar capas de tanto espesor con el caso de la cementación. Esto permite también que el tiempo del proceso de carbonitruración sea menor.
- Una disminución de la velocidad crítica de enfriamiento en el proceso de temple (velocidad mínima de enfriamiento para que se produzca el paso de austenita a martensita). Esto permite un enfriamiento más lento, y en consecuencia una menor distorsión de la pieza. También permite el uso de aceros con una menor templabilidad, que al ser más baratos hacen que el proceso sea más económico.
- Un aumento de la temperatura de revenido, lo que permite que las piezas trabajen a una temperatura en servicio más elevada.

En cuanto a sus inconvenientes, el nitrógeno estabiliza la austenita dificultando su paso a martensita. A causa de ello se necesitarán temperaturas de revenido más altas o tiempos de permanencia mayores para su transformación.

## Campos de aplicación
Los campos de aplicación son los mismos que en el caso de la cementación, ya que son procesos muy parecidos que proporcionan piezas con características similares. Básicamente se aplica en piezas que requieran una gran ductilidad y tenacidad (aportadas por el núcleo) a la vez que una gran resistencia al desgaste (aportada por la capa exterior). Algunos ejemplos son piñones, coronas, ejes, levas, guías, chavetas, etc.